# Autographivirales
Autographivirales es un orden de virus que infectan bacterias (bacteriófagos). La especie tipo es el bacteriófago T7 de Escherichia coli.

## Descripción
Los viriones tienen cápsides con geometrías icosaédricas y cabeza-cola. No poseen envoltura vírica. El diámetro es de alrededor de 60 nanómetros (nm), y consta de 72 capsómeros. Las proteínas de la cabeza tiene una masa molecular de ~38 kilodaltons y está presente en 460 copias por virión. Hay 9 proteínas estructurales. La cola no es contráctil y tiene 6 fibras subterminales cortas. Es grueso, tiene forma de varilla y está construido con discos apilados. La longitud máxima es de ~17 nm.
El genoma es lineal y de ADN bicatenario, de alrededor de 40-42 kilobases (kb) de longitud, y codifica ~55 genes. El contenido de guanina + citosina es ~50%. Tienen secuencias terminalmente redundantes y no están permutadas. En peso, el genoma constituye ~50% de los virus. El genoma codifica 9 proteínas estructurales, una ADN polimerasa de tipo transferasa B adenilada y una ARN polimerasa. Tres proteínas internas constituyen el complejo polimerasa. Se reconocen dos clases de genes (temprano y tardío). Esta clasificación se basa en el momento de la transcripción que está regulado temporalmente. Los genes con funciones relacionadas se agrupan. La replicación del genoma es bidireccional.
La replicación viral se produce en el citoplasma. La entrada en la célula huésped se logra mediante adsorción en la célula huésped. La replicación sigue el modelo de desplazamiento de la cadena de ADN. La transcripción con plantilla de ADN es el método de transcripción. El virus sale de la célula huésped por lisis y proteínas holina/endolisina/spanina. Las bacterias sirven como huéspedes naturales. Las rutas de transmisión son por difusión pasiva.

## Historia
Desde la década de 1990, el término "supergrupo T7" se ha acuñado para el grupo en expansión de bacteriófagos relacionados con el bacteriófago T7, como miembros de la familia Podoviridae. Los bacteriófagos de enterobacterias SP6 y K1-5 fueron los primeros en ser considerados como un subgrupo separado del "supergrupo T7". El fago phiKMV de Pseudomonas también compartió puntos en común a nivel de organización del genoma. Como tal, en base a los datos morfológicos y proteómicos disponibles, este clado de virus se estableció como una subfamilia de la familia Podoviridae. Posteriormente, la subfamilia se elevó a rango de familia en 2019 y en 2025 a rango de orden.

## Taxonomía

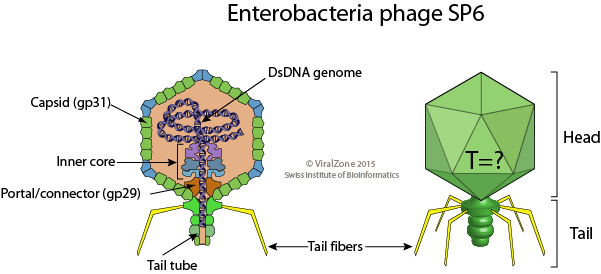
Bacteriófago SP6, Beijerinckvirinae

Contiene las siguientes familias y subfamilias:
- Autonotataviridae
- Autoscriptoviridae
- Autosignataviridae
- Autotranscriptaviridae
- Dunnvirinae
- Sechaudvirinae

Los siguientes géneros no han sido asignados a familias:
- Actaeavirus
- Aegirvirus
- Aequorvirus
- Ashivirus
- Ayaqvirus
- Banchanvirus
- Boesrvirus
- Chamilpavirus
- Chosvirus
- Cyclitvirus
- Dynamenevirus
- Foturvirus
- Foussvirus
- Fujianvirus
- Fussvirus
- Gajwadongvirus
- Gyeongsanvirus
- Hapakavirus
- Jalkavirus
- Jiaweivirus
- Kafavirus
- Kajamvirus
- Kembevirus
- Krakvirus
- Kuwvirus
- Lauvirus
- Lingvirus
- Lirvirus
- Luzcentumvirus
- Mallvirus
- Morelosvirus
- Nohivirus
- Oceanidvirus
- Oinezvirus
- Paadamvirus
- Pagavirus
- Pairvirus
- Pastovirus
- Pedosvirus
- Pekhitvirus
- Pelagivirus
- Podivirus
- Powvirus
- Proddevirus
- Reminisvirus
- Sednavirus
- Shangxiadianvirus
- Sieqvirus
- Stopalavirus
- Stopavirus
- Stupnyavirus
- Sumtervirus
- Tawavirus
- Thoosavirus
- Tiilvirus
- Tiranvirus
- Tolavirus
- Triteiavirus
- Vistulavirus
- Voetvirus
- Votkovvirus
- Yinyavirus
- Youngvirus